# Altusried
Altusried é um município da Alemanha, localizada no distrito de Oberallgäu, no estado de Baviera.